# Pluhové z Rabštejna
Pluhové z Rabštejna (též Pflugové) byl starý český vladycký rod, který v 15. století povýšil do panského stavu. Přídomek odvozovali podle hradu Rabštejn na řece Střele v západních Čechách.

## Historie a osobnosti

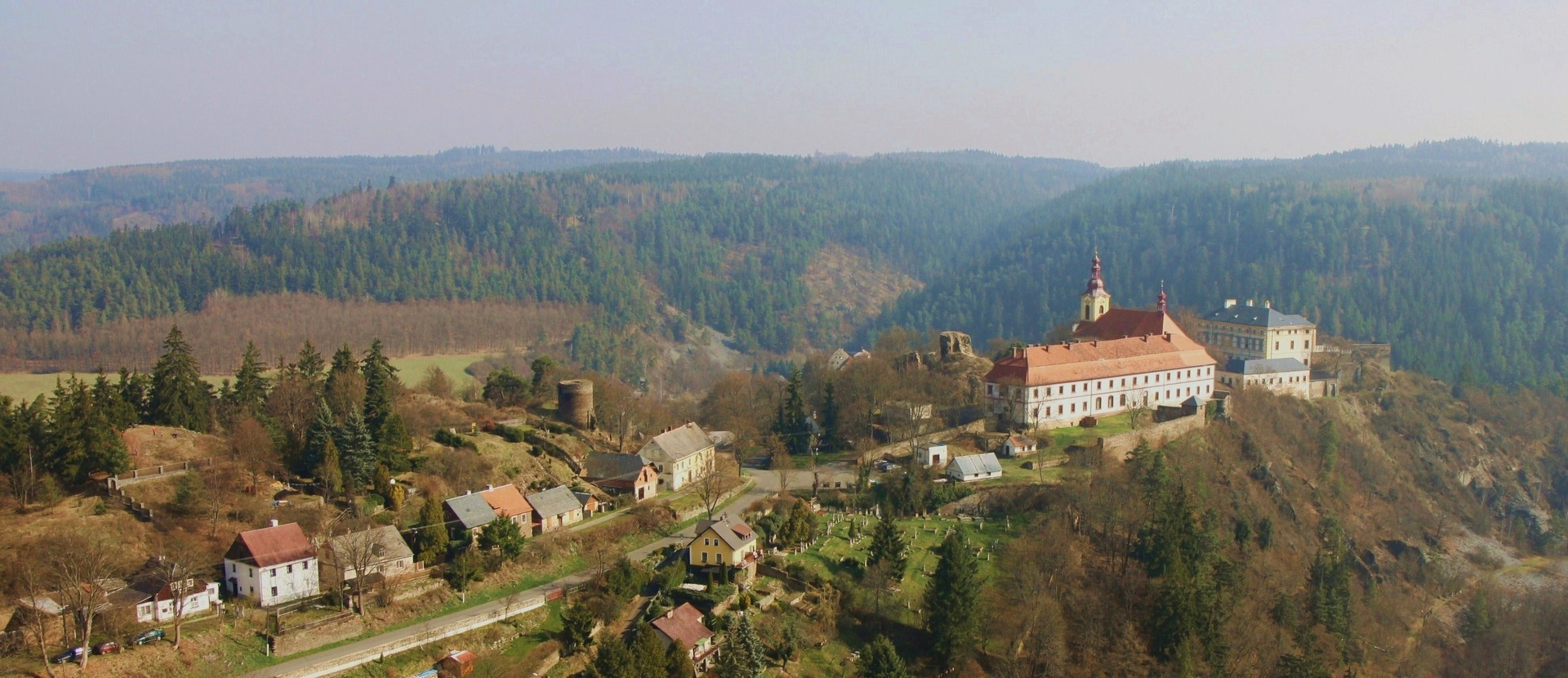
Hrady Rabštejn a Sychrov

Oldřich vlastnil koncem 13. století Pluhův Žďár a zplodil mnoho potomků. Další Oldřich Pluh získal Rabštejn. Nejdříve sloužil pánům z Hradce, poté odešel do královských služeb, kde dvacet let působil jako královský podkomoří Jana Lucemburského, kterému znovu a znovu dokázal shánět dostatek finančních prostředků na jeho zahraniční výdaje. Jeho první syn Tamm z Pluhu v královské službě pokračoval, v letech 1319–1331 byl nejvyšším hofmistrem Jana Lucemburského, v letech 1341–1347 litoměřickým proboštem a roku 1351 zemřel. Jeho erb je vymalován na stropě přízemí věže v kostele Narození Panny Marie  v Holubicích u Prahy.
Oba mladší synové se dostali do svárů s Karlem IV., který jim však odpustil. Získali statky na Loketsku. Hynek obnovil zpustlý hrad Kynžvart, působil jako fojt v Horní Lužici. Ctibor Pluh z Rabštejna byl v letech 1340–1346 zemským komturem českého balivátu Řádu německých rytířů.
Jeho syn Hynčík měl majetek v Bavorsku a válčil proti husitům. I další příslušníci rodu bojovali z Bavorska s husity. Rozbroje skončily až koncem 15. století.
Tehdy začal Hanuš (Jan Pluh z Rabštejna a na Bečově i v Tachově) těžit cín ve Slavkovském lese. Ze zisku vybudoval město a hrad Bečov, získal Nečtiny, Tachov, Chodovu Planou a patřil mezi nejbohatší české šlechtice. Působil jako nejvyšší maršálek, v letech 1533–1537 vykonával funkci nejvyššího kancléře. Zemřel v úřadu a s poctami byl pohřben v kapli Nejsvěrtější Trojice (Císařské) v katedrály sv. Víta na Pražském hradě. Jelikož neměl žádného dědice, svoje velké jmění odkázal svému synovci Kašparovi, který s nabytým majetkem dobře hospodařil. Přidal se ovšem na stranu vzbouřených stavů, po porážce veškeré statky ztratil a musel emigrovat.

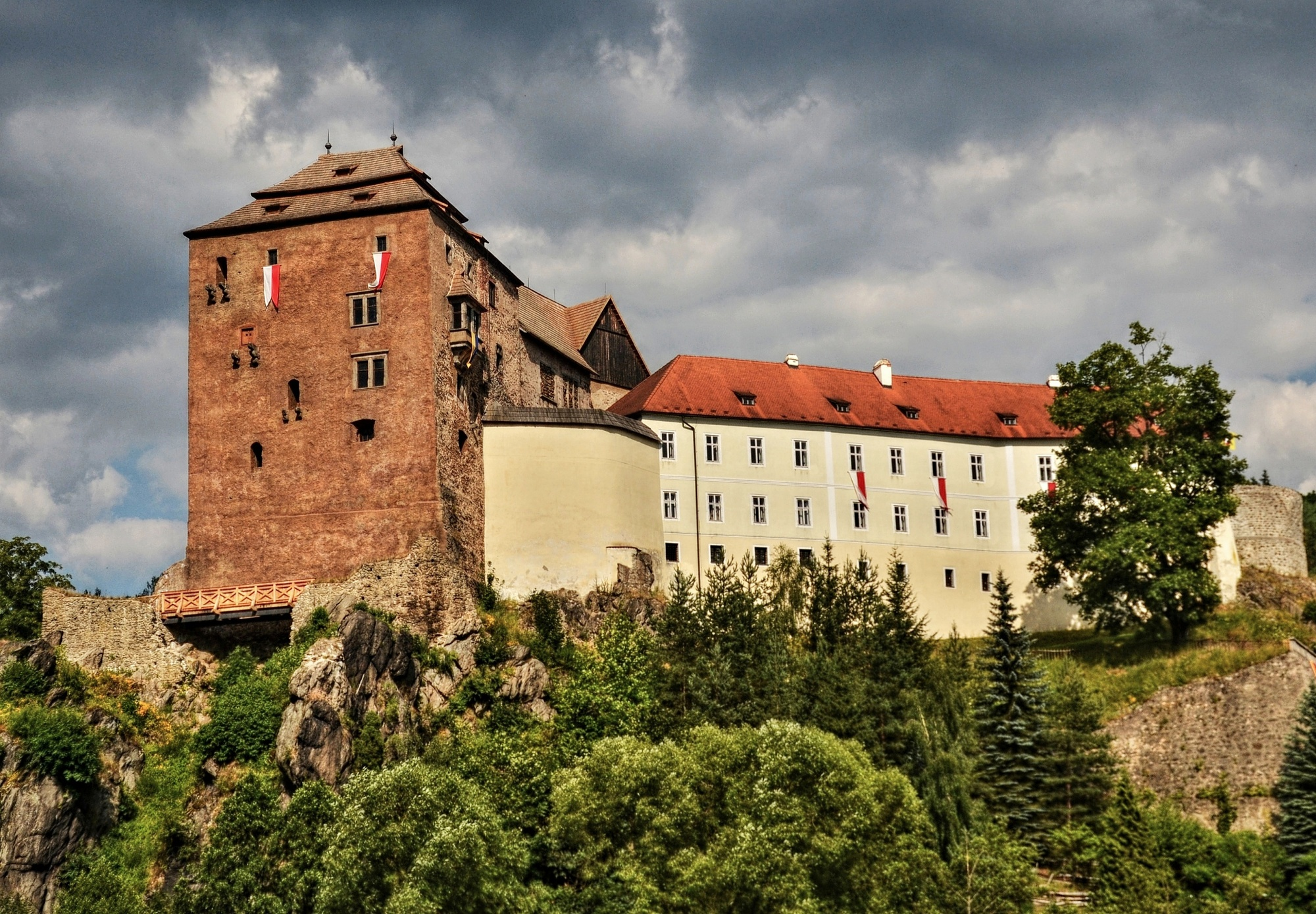
Hrad Bečov

Na konci 16. století vymřela rodina v Čechách. Karl Christian Baron von Pflugk ze saské linie byl jmenován hrabětem českým dne 7. dubna 1701. Míšeňská větev rodu existuje dodnes.

## Erb
Ve znaku nosili na červeném štítě stříbrnou radlici, podle německého názvu Pflugschar, což odkazovalo na předchozí sídlo rodu – Pluhův Žďár, v dalších dvou polích měli stříbrnou větev se zelenými lístky.

## Příbuzenstvo

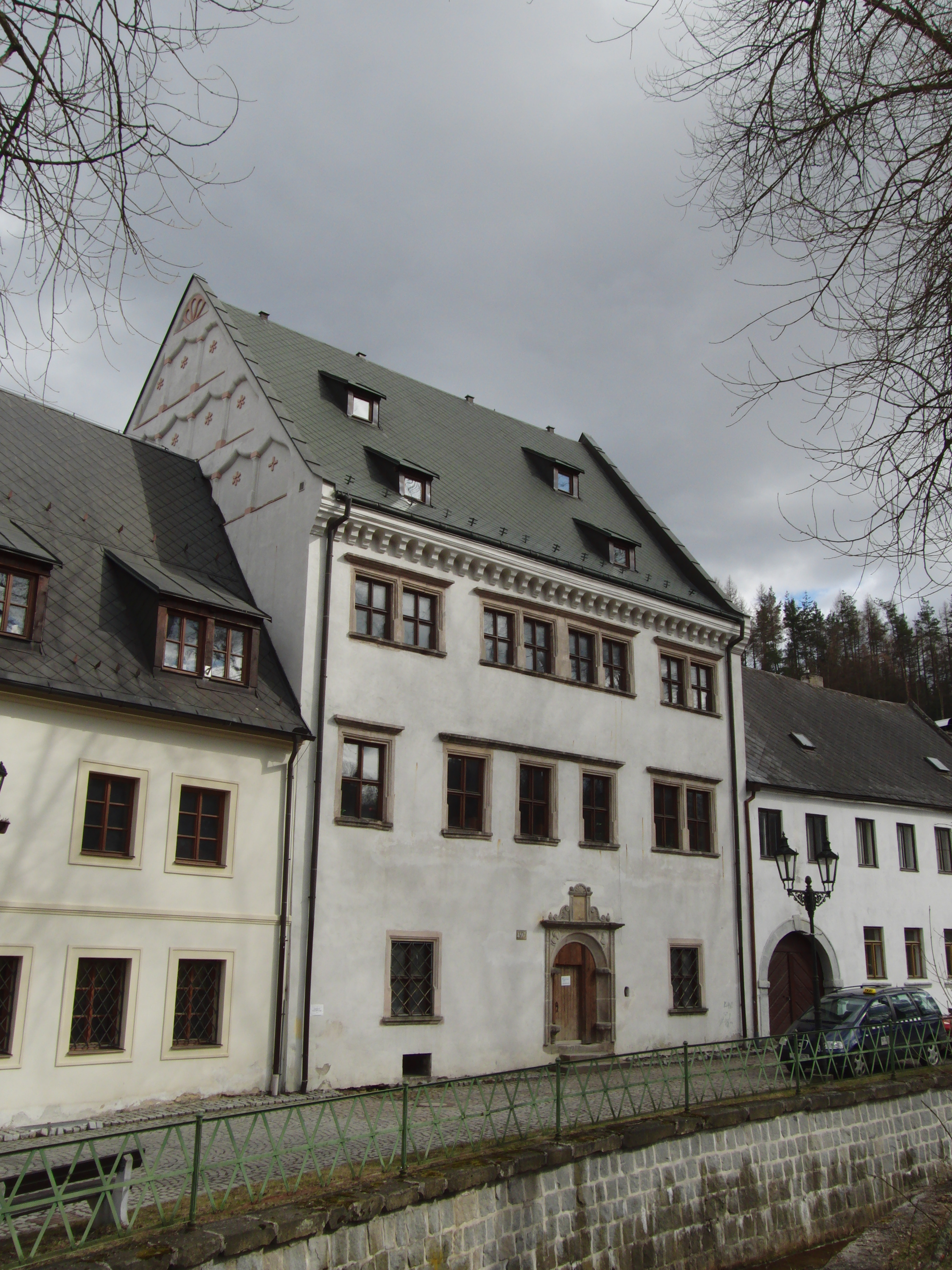
Pluhův dům - panský dům Pluhů z Rabštejna v Horním Slavkově

Spojili se s Šliky, Švihovskými z Rýzmberka, či pány z Hozlau.